# 1364 Safara
1364 Safara eller 1935 VB är en asteroid i huvudbältet som upptäcktes den 18 november 1935 av den franske astronomen Louis Boyer vid Algerobservatoriet. Den har fått sitt namn efter André Safar.
Asteroiden har en diameter på ungefär 21 kilometer och den tillhör asteroidgruppen Eos.